# ليزا هان
ليزا هان (بالألمانية: Lisa Altenburg)‏ هي لاعب هوكي الحقل ألمانية، ولدت في 23 سبتمبر 1989 في مونشنغلادباخ في ألمانيا.

## وصلات خارجية
- ليزا هان على موقع الاتحاد الدولي للهوكي (الإنجليزية)
- ليزا هان على موقع الاتحاد الدولي للهوكي (الإنجليزية)
- ليزا هان على موقع اللجنة الأولمبية الدولية (الإنجليزية)
- ليزا هان على موقع أوليمبيديا (الإنجليزية)
- ليزا هان على موقع اللجنة الأولمبية الألمانية (الألمانية)
- ليزا هان على موقع اللجنة الأولمبية الألمانية (الألمانية)